# NGC 7674
NGC 7674 (другие обозначения — PGC 71504, UGC 12608, IRAS23254+0830, MCG 1-59-80, HCG 96A, MK 533, ZWG 406.112, KUG 2325+085, VV 343, ARP 182, Маркарян 533) — спиральная галактика с перемычкой (класс SBbc), находящаяся в созвездии Пегаса на расстоянии около 400 млн световых лет от Солнца. Открыта Джоном Гершелем 16 августа 1830 года.
Этот объект входит в число перечисленных в оригинальной редакции «Нового общего каталога».
В галактике вспыхнула сверхновая SN 2011ee типа Ic, её пиковая видимая звездная величина составила 18,6.

## Особенности
Плоскость галактики лежит почти перпендикулярно линии зрения.
Объект является пекулярной сейфертовской галактикой (тип 2) с активным ядром, в её спектре наблюдаются узкие эмиссионные линии с доплеровскими ширинами 100—1000 км/с. Она является наиболее ярким членом компактной группы галактик Hickson 96, состоящей из четырёх галактик, и взаимодействует с соседней галактикой NGC 7675, образуя приливные хвосты. Она богата газом и имеет высокую светимость в инфракрасной области. Принадлежит к классу галактик Маркаряна.
В центре галактики находится двойная сверхмассивная чёрная дыра суммарной массой 36 млн M⊙ с расстоянием между компонентами (в проекции на картинную плоскость) около 0,35 пк. Это первая обнаруженная пара сверхмассивных чёрных дыр с расстоянием между компонентами менее парсека. Орбитальный период двойной системы составляет около 100 000 лет. Несмотря на относительную близость источника, чувствительность существующих и планируемых методов детектирования гравитационных волн (включая спутниковые и основанные на тайминге пульсаров) недостаточна для обнаружения гравитационно-волнового сигнала от этой пары.
В ядре наблюдается Z-образный джет (релятивистский выброс) со скоростью не менее 0,28 скорости света, состоящий из двух компонент - юго-восточной (С) и северо-западной (W); пара чёрных дыр находится примерно посередине.